# Bodemclassificatie
Bodemclassificatie is dat deel van de bodemkunde dat zich bezighoudt met het classificeren en categoriseren van bodems op basis van eigenschappen waarin bodems zich van elkaar onderscheiden. Er is een terminologie ontwikkeld om deze kenmerken te kunnen beschrijven en te meten. Er bestaan, internationaal bezien, verschillende benaderingen: bijvoorbeeld de pedogenetische ('bodemvormende') benadering, met de wetenschappelijke focus op de ontstaanswijze van een gegeven bodem; de bodemmorfologische benadering, waarbij de verschillende waarneembare kenmerken van een gegeven bodem het object van wetenschappelijke studie vormen. Er is een internationaal systeem, de World Reference Base for Soil Resources, oorspronkelijk opgezet als legenda (verklarende woordenlijst) voor de FAO-UNESCO wereldbodemkaart uit 1974. Daarnaast zijn er vele nationale systemen, waarvan bijvoorbeeld het Amerikaanse, de USDA Soil Taxonomy, wereldwijd gebruikt wordt. In Nederland bestaat het systeem van De Bakker en Schelling uit 1966.

## World Reference Base for Soil Resources

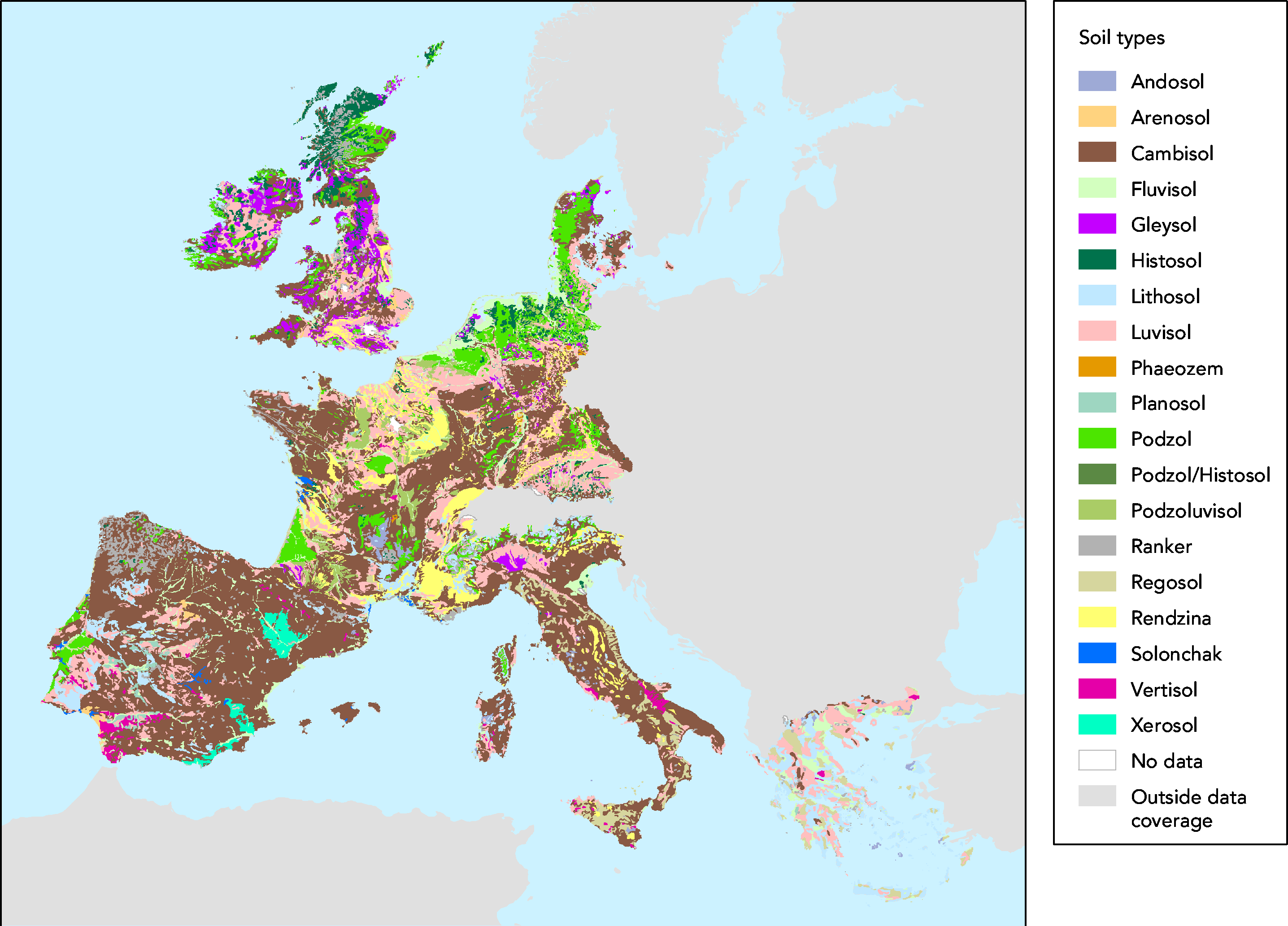
Bodemkaart van de Europese Unie - volgens de FAO bodemclassificatie uit 1974

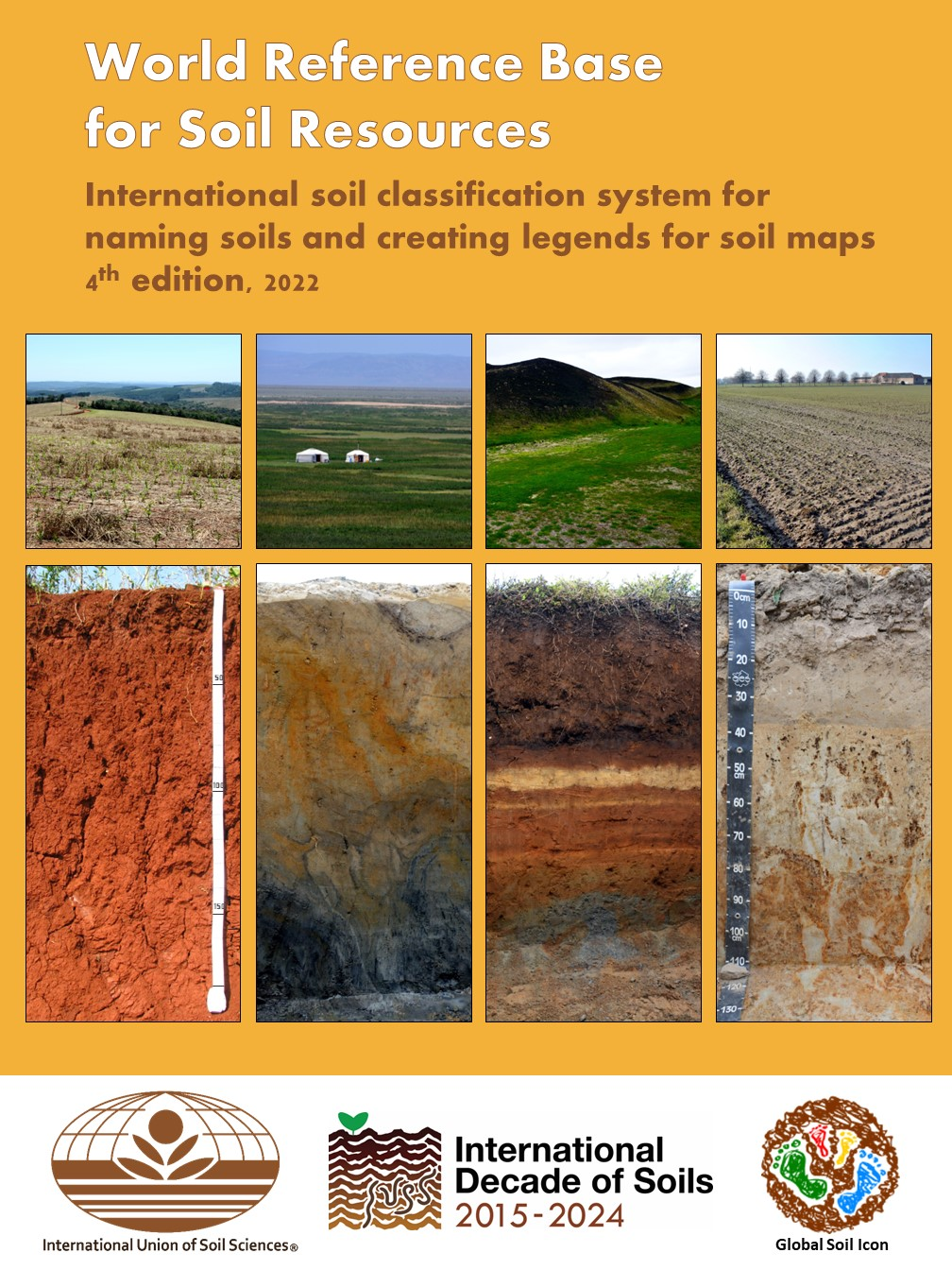
WRB, 4e editie (2022)

De World Reference Base for Soil Resources (WRB) is ontwikkeld in 1998 als de nieuwe internationale standaard. Het WRB-systeem vervangt de vorige versie van de FAO-bodemclassificatie uit 1988. Vergeleken met de vorige FAO-versie, zijn in de WRB ook concepten uit de Amerikaanse (USDA soil taxonomy), Franse en Russische bodemclassificatie verwerkt. Een belangrijk verschil met het Amerikaanse systeem blijft echter dat het bodemklimaat geen deel van het WRB-systeem is, behoudens die gevallen waarin het klimaat het bodemprofiel beïnvloedt. De meeste gebruikte criteria komen overeen met die in bestaande classificatiesystemen, zodat vergelijkingen onderling mogelijk blijven.
Het systeem kent de volgende bodemgroepen:
- Acrisol - sterk verweerde tropische bodems, met klei-inspoelingshorizont, lage pH-waarden en slechte chemische eigenschappen
- Alisol - sterk zure tropische bodems met kleiinspoelingshorizont en meer dan 50% Al3+ verzadiging
- Andosol - bodems in vulkanisch materiaal
- Anthrosol - bodems die door de mens zijn gevormd of sterk veranderd (bijvoorbeeld esgronden)
- Arenosol - zandige bodems met zwakke profielontwikkeling
- Calcisol - bodems met een substantiële accumulatie van kalk
- Cambisol - redelijk ontwikkelde bodems met een beginnende profielontwikkeling (A-B-C profiel)
- Chernozem - donkere bodems, rijk aan organisch materiaal, meestal vermengd met eolische sedimenten (bijvoorbeeld löss) in een continentaal klimaat
- Cryosol - bodems op een ondergrond van permafrost
- Durisol - dunne tot matig diepe bodems met een verharde laag van SiO2 binnen één meter
- Ferralsol - sterk verweerde rode en geelrode bodems, voornamelijk in de tropen voorkomend
- Fluvisol - jonge bodems in recente alluviale (door rivierwater aangevoerde) afzettingen, met weinig profielontwikkeling en zichtbare stratificatie (aanwezigheid van meerdere bodemlagen)
- Gleysol - bodems met duidelijke kenmerken van extreme natheid (gley)
- Gypsisol - bodems met een substantiële accumulatie van gips
- Histosol - bodems ontwikkeld in organisch materiaal
- Kastanozem - donkerbruine bodems, rijk aan organisch materiaal, meestal in eolische sedimenten (bijvoorbeeld löss) in een droog en warm klimaat
- Leptosol - dunne bodems op vast gesteente
- Lixisol - sterk verweerde tropische bodems, met klei-inspoelingshorizont en gunstigere chemische eigenschappen dan acrisolen en ferralsolen
- Luvisol - bodems met een kleiinspoelingshorizont
- Nitisol - rode, goed gedraineerde tropische bodems met een sterk ontwikkelde blokvormige structuur en vage grenzen tussen de horizonten
- Phaeozem - donkere bodems, rijk aan organisch materiaal, met een dunnere A-horizont dan chernozems, in een vochtig koel tot warm klimaat
- Planosol - bodems met een zeer dichte, ondoorlatende B-horizont in kleiig materiaal, regelmatig of periodiek nat
- Plinthosol - bodems met plinthiet, een dichte ijzerrijke harde kleilaag (in het Engels ook wel: ironstone)
- Podzol - bodems met een B-horizont met humus en/of ijzerinspoeling onder een askleurige uitspoelingshorizont (E-horizont)
- Regosol - weinig ontwikkelde bodems in ongeconsolideerd verweringsmateriaal
- Retisol - bodems met een kleiinspoelingshorizont (B) die een zeer onregelmatige bovengrens heeft, waarbij de uitspoelingshorizont tot grote diepte de B-horizont inkomt
- Solonchak - bodems met een hoge concentratie oplosbare zouten, in semi-aride en aride gebieden en kustzones
- Solonetz - bodems met hoge concentraties Na+ en/of Mg3+ ionen en een kleiinspoelingshorizont, vooral voorkomend in steppeklimaten; hoeft in tegenstelling tot solonchak niet zout te zijn
- Stagnosol - bodems met pseudogley verschijnselen, veroorzaakt door stagnerend grondwater
- Technosol - bodems waarvan de eigenschappen zijn bepaald door artificiële ('technische', door menselijke activiteit gevormde) materialen, bijvoorbeeld bodems in mijnpuin of in (verontreinigd) afval
- Umbrisol - bodems met een donkere bovengrond van organische stof met een lage baseverzadiging.
- Vertisol - bodems in zware klei met specifieke zwel- en krimpverschijnselen

Het detailniveau van de World Reference Base for Soil Resources komt overeen met die van subgroup in de USDA Soil Taxonomy. Dit niveau bevat te weinig detail voor het gebruik in regionale bodemkarteringen.

## USDA Soil Taxonomy
De USDA Soil Taxonomy, het classificatiesysteem dat in de Verenigde Staten is ontwikkeld, maakt een classificatie van bodems op basis van verschillende eigenschappen en op verschillende niveaus. Deze niveaus zijn van hoog naar laag: Order, Suborder, Great Group, Subgroup, Family en Series. De orders zijn van hoog naar laag:
- Alfisols - bodems met een kleiinspoelings horizont (B-horizont)
- Andisols - bodems in vulkanisch materiaal
- Aridisols - bodems van droge plaatsen met specifieke problemen als uitdroging en zoutophoping
- Entisols - weinig ontwikkelde bodems
- Gelisols - bodems op een permanent bevroren ondergrond (permafrost)
- Histosols - bodems ontwikkeld in organisch materiaal
- Inceptisols - redelijk ontwikkelde bodems met (nog) te weinig uitgesproken karakteristieken om tot een andere order te worden gerekend
- Mollisols - bodems met een dikke goed ontwikkelde bovenlaag (A horizont), waaronder Chernozems en Rendzinas
- Oxisols - sterk verweerde bodems, voornamelijk in de tropen voorkomend
- Spodosols - podzolbodems
- Ultisols - bodems met een kleiinspoelingshorizont met een lage nutriëntenstatus en hoge omgevingstemperaturen
- Vertisols - bodems in zware klei met specifieke zwel- en krimpverschijnselen

## Het Nederlandse systeem van bodemclassificatie
In Nederland bestond behoefte aan een eigen systeem omdat de destijds bestaande systemen niet voldeden voor diverse typisch Nederlandse situaties met bijvoorbeeld veel jonge gronden, antropogene invloeden en veengronden. Ook had de cultuurtechniek in de naoorlogse jaren behoefte aan exacte omschrijvingen. Bij de voormalige Stichting voor Bodemkartering (Stiboka), thans onderdeel van Alterra, ontwikkelden de bodemkundigen Henk de Bakker en Jaap Schelling daarom het in 1966 uitgebrachte Systeem voor de bodemclassificatie voor Nederland, de hogere niveaus. Dit systeem kent van hoog naar laag vier niveaus: orden, suborden, groepen en subgroepen.
De orden zijn onderscheiden op basis van de bodemvormende processen die het belangrijkst worden gevonden. Er zijn vijf orden:
- Veengronden - gronden die grotendeels zijn samengesteld uit gedeeltelijk verkoolde plantenstoffen
- Podzolgronden - gronden met onder de A-horizont een uitgespoelde lichte E-horizont en een door humuszuren, ijzer en aluminium donker gekleurde inspoelingslaag (B-horizont)
- Brikgronden - gronden met een in de bodem voorkomende kleiinspoelingslaag (B-horizont)
- Eerdgronden - gronden met een donkere, goed gemengde bovenlaag van organische stof en minerale delen
- Vaaggronden - gronden zonder een duidelijke bodemontwikkeling van enige aard, bijvoorbeeld duingronden of zeer recente afzettingen met mariene of fluviatiele klei.

Elke orde is onderverdeeld in suborden die weer onderverdeeld zijn in groepen. De suborden zijn vaak op basis van kenmerken die duiden op een sterke invloed van (grond)water tijdens de bodemvorming, maar ook op kenmerken als aard van de bovengrond en de mate van rijping. De laagste eenheid, de subgroep, is de basis voor de legenda van de in Nederland gepubliceerde bodemkaarten op schaal 1:50.000.
De groepen worden onderverdeeld aan de hand van kenmerken die voor elke suborde gelijk zijn. Namelijk de samenstelling van het moedermateriaal, de aanwezigheid van veenlagen, rijping en de staat van de A-horizont. De subgroepen worden ingedeeld aan de hand van kenmerken als de aanwezigheid van een dek van klei, zand of zavel, het ontbreken van de A-horizont, en de stevigheid van de bodem. Binnen het Nederlandse systeem van bodemclassificatie is de indeling van de lagere niveaus, beneden het niveau van subgroep, nooit voltooid.

## Bodemclassificatie in België
In België is tussen 1948 en 1991 door het Centrum voor Bodemkartering (C.V.B.) een gedetailleerde bodemkaart op schaal 1:20.000 vervaardigd. Voor dit doel is een eigen bodemclassificatiesysteem op morfogenetische basis ontwikkeld. Het in Luxemburg gebruikte systeem is gebaseerd op dat in het buurland België.
De basiseenheid is de bodemserie. Deze bestaat uit een combinatie van drie letters die verwijzen naar:
- grondsoort (textuur van het bovenste deel van het bodemprofiel), aangegeven met een hoofdletter
- natuurlijke draineringsklasse, aangegeven met een kleine letter
- aard en opeenvolging van bodemhorizonten (profielontwikkeling), eveneens aangegeven met een kleine letter

De bodemseries zijn onderverdeeld in bodemfasen op grond van secundaire bodemkenmerken die veelal van belang zijn voor de landbouw zoals dikte van de bouwlaag, helling, kleur van de bovengrond, substraat binnen 80 cm diepte, variaties in moedermateriaal of profielontwikkeling.
Voor de Belgische Kuststreek is een andere bodemclassificatie ontwikkeld, gebaseerd op geomorfologische en lithostratigrafische eigenschappen. Het morfogenetische systeem kan daar niet worden gebruikt, omdat de bodems in het westen van België nauwelijks tot geen profielontwikkeling vertonen.